# Zemzemiye, Söğüt
Zemzemiye là một xã thuộc huyện Söğüt, tỉnh Bilecik, Thổ Nhĩ Kỳ. Dân số thời điểm năm 2011 là 336 người.